# Amialnia
Amialnia (biał. Амяльня; ros. Омельня) – przystanek kolejowy w pobliżu miejscowości Amialenskaja Słabada, w rejonie bobrujskim, w obwodzie mohylewskim, na Białorusi. Położony jest na linii Homel - Żłobin - Mińsk.